# Cathy Couturier
Pour les articles homonymes, voir Couturier.
Cathy Couturier, née le 8 janvier 1997 à Senlis (Oise), est une footballeuse française évoluant au poste de milieu de terrain.

## Carrière

### Carrière en club
Cathy Couturier évolue dans sa jeunesse au FC Saint-Cloud et au FC Rueil-Malmaison. En 2012, elle rejoint le Paris Saint-Germain, et réalise ses débuts en première division lors de la saison 2014-2015. En septembre 2016, elle est prêtée une saison au Rodez Aveyron Football.
Lors de la saison 2018-2019, elle est déléguée club de l'UNFP au sein de l'ASJ Soyaux.

### Carrière en sélection
Elle compte une sélection avec l'équipe de France des moins de 16 ans en 2013, treize sélections en équipe de France des moins de 19 ans entre 2015 et 2016, et deux sélections en équipe de France des moins de 20 ans en 2016.

## Palmarès
Avec la sélection nationale, elle remporte le championnat d'Europe des moins de 19 ans 2016, et atteint la finale de la Coupe du monde des moins de 20 ans 2016.